# Xuaip
Xuaip de Xivert es la apelación con la que se conoce en fuentes cristianas al caudillo identificado de los mayurqiniyyun (mallorquines) en el tiempo de la Cruzada contra Al-Mayûrqa. 
Después del Asedio de Madina Mayurqa y el asesinato del último valí musulmán de Mayurqa, Abu-Yahya Muhammad ibn Ali ibn Abi-Imran at-Tinmalali, Abu Hafs ibn Sayrî huyó a las montañas donde reunió 16.000 supervivientes de la masacre que siguió a la caída de Madina Mayurqa. La insurrección mayurquina se fortificó en los castillos de Alaró, Pollensa, Santueri. así como en la Sierra de Tramuntana, donde los mayûrquins coronaron como nuevo caudillo y señor a Xuiap.
En 1231, durante la segunda expedición de Jaime I el Conquistador sobre Mallorca, y después de la muerte de Abu Hafs ibn Sayrî y sus seis mil hombres en febrero en la Sierra de Tramuntana, Xuiap optó per tratar la rendición de la siguiente manera: a su favor el y a otros cuatro de su linaje, hacienda en Mallorca, caballos, armas, un rocín y mulas; para los sarracenos que se atenieran al trato, derecho a poblar las tierras que se habían expropiado por el rey (medietas regis); aquellos que no lo obedecieran, restarían a la merced del rey.